# Rothenburg (Thüringen)
Die Rothenburg ist die Ruine einer Höhenburg auf 350 m ü. NN in der Gemeinde Steinthaleben im Kyffhäuserkreis, Thüringen. Sie befindet sich auf einem steilen Bergvorsprung am Nordwestrand des Kyffhäusergebirges. Die Burganlage diente der Kontrolle der vorbeiführenden Salzstraße, die von Bad Frankenhausen über den Kyffhäuser nach Kelbra führte. Erhalten geblieben sind Teile des Palas, der Burgkapelle und des Bergfrieds.
Als Baumaterial für die Burganlage diente überwiegend ein roter Sandstein. Diesem verdankt die Rothenburg vermutlich auch ihren Namen. Der Name könnte sich aber auch vom Waldroden ableiten.

## Geschichte
Die Rothenburg wurde im Jahre 1103 erstmals mit dem Adeligen Christian von Rothenburg, einem der beiden Mörder des Grafen Kuno von Beichlingen, urkundlich erwähnt. Seit 1128 findet man diesen Christian vermehrt als Parteigänger Kaiser Lothars III., was ihm zum Vorteil gereicht haben muss. Ein Sohn Christians wird 1155 zum Begründer der kleinen Grafschaft Kirchberg in der Hainleite, während die Hauptlinie der Rothenburger Grafen bereits 1209 ausstarb.
Neue Burgherren wurden die Grafen von Beichlingen, deren hier ansässige Linie sich nach der Rothenburg benannte. Unter ihrer Herrschaft weilte um 1300 auch der im Mittelalter berühmte Minnesänger Christian von Luppin auf der Rothenburg. Kaiser Otto IV. unternahm im Sommer 1212, während des staufisch-welfischen Thronstreits, einen Feldzug nach Thüringen, bei dem er die Dryburg bei Langensalza und die Rothenburg eroberte. Der Kaiser ließ dabei schweres Belagerungsgerät einsetzen. Lediglich die nahe Runneburg konnte er nicht bezwingen.
Die in Teilen zerstörte Burg wurde nach dem Abzug des Kaisers umgebaut und modernisiert, aus dieser Bauzeit stammen wohl Palas und Kapelle. Bis zum Ende des 16. Jahrhunderts wechselte die Burg noch mehrmals die Besitzer, bis sie als Mannslehen an die Grafen von Schwarzburg ging, die später damit die Herren von Tütchenrode belehnten.

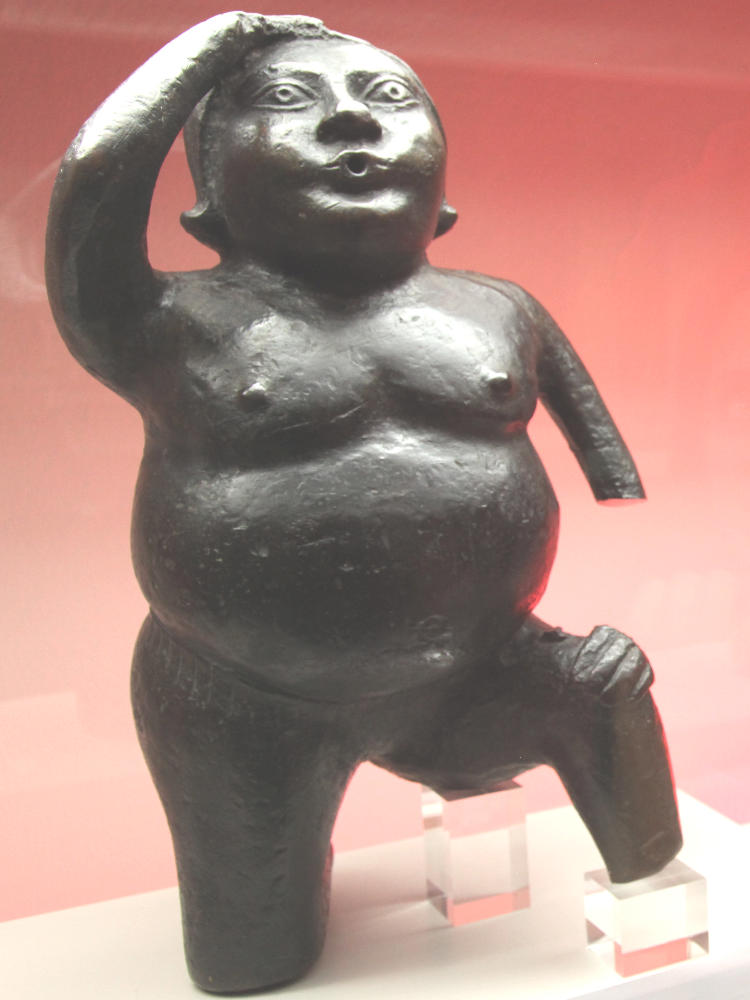
Der Sondershäuser Püstrich

Im 15. Jahrhundert wurde die Burg letztmals restauriert und erweitert. In dieser Zeit stieß man in der verfallenen Burgkapelle auf die rätselhafte Figur des Püstrich von Sondershausen. Der Fund kam in das fürstliche Naturalien- und Kuriositätenkabinett der Schwarzburger in Sondershausen. Noch vor dem Tod des letzten Sprosses des Familie von Tütchenrode im Jahre 1576 begann der Verfall der Rothenburg. Zuletzt nutzte der Räuber Loth von Frankenhausen die Ruine als Unterschlupf.
In der Zeit der Romantik erwachte das Interesse an der Burg, hierzu trug auch Heinrich Heine bei, der mit seiner bissigen Satire Deutschland. Ein Wintermärchen auf den Kyffhäuser aufmerksam machte. Nach der Errichtung des Kyffhäuserdenkmals wurde Ende des 19. Jahrhunderts aus dem von diesem Monumentalbau übriggebliebenen Baumaterial neben der Rothenburg eine große Ausflugsgaststätte erbaut, die eine bereits seit 1839 bestehende Gaststätte ersetzte. Im Jahre 1906 wurde nach Entwürfen von Wilhelm Kreis im Nordteil der Burg vom Verband der Vereine Deutscher Studenten – Kyffhäuserverband, einem Dachverband deutscher Studentenverbindungen, der markante Bismarckturm errichtet.
In der Zeit des Dritten Reiches wurden vom NS-Reichskriegerbund Baumaßnahmen auf der Rothenburg durchgeführt (1937–1939), bei der einige archäologische und bauhistorische Beobachtungen gemacht und wenige Funde geborgen werden konnten. Das Burggelände sowie das Gasthaus nutzte später die SS als Erholungsheim, ebenso die NVA während der Zeit der DDR. 1956 diente die Burg als Kulisse im DEFA-Film Thomas Müntzer – Ein Film deutscher Geschichte. Zu sehen sind dabei die scheinbar brennende Burgkulisse aus Richtung Kelbra mit vorbeiziehendem Bauernhaufen, der Palas und der Bergfried mit der hölzernen Außentreppe. Nach der Wiedervereinigung wurde das Gelände noch einige Jahre durch die Bundeswehr genutzt. Im Gästehaus waren das Offizier- und Feldwebelwohnheim für die Kyffhäuser-Kaserne untergebracht.
In den 1990er Jahren wurden abermals Sicherungs- und Sanierungsarbeiten durchgeführt, unter anderem die Freilegung der völlig überwaldeten Aussichtsterrasse unterhalb des Bismarckturms. Nach Abzug der Bundeswehr wurde das Gelände verkauft und hatte wechselnde Eigentümer. Seit 2010 ist die Ruine gesperrt und wird restauriert. Der bis dahin über das Burggelände laufende Wanderweg wurde zwischenzeitlich verlegt. Das Burggelände kann nicht mehr betreten werden.

## Bauliches

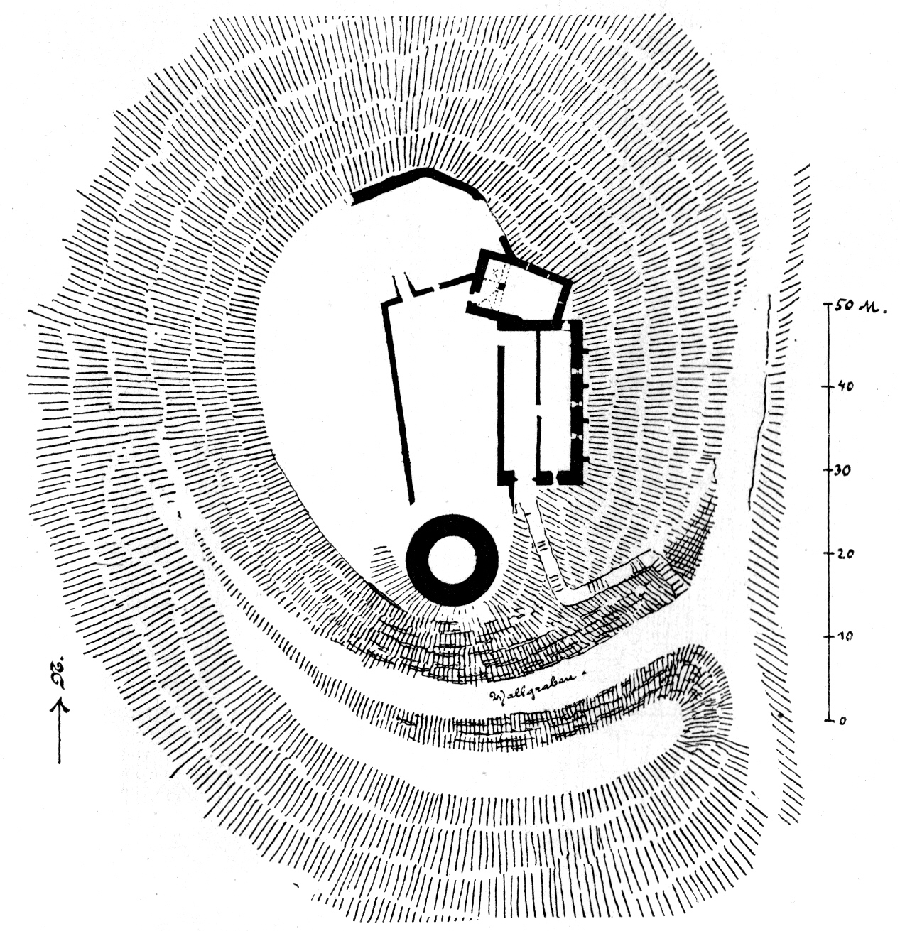
Übersichtsplan (um 1900)

Die Burganlage bestand aus der Kernburg und einen heute überbauten Abschnitt mit der im Süden gelegenen, vollständig abgetragenen Vorburg. Die im Grundriss oval ausgebildete Kernburg war durch Wall und Graben vom Berg getrennt und durch den runden Bergfried an der Angriffsseite der Burg gedeckt. Dieser Turm mit fast 3 m Mauerstärke weist einen Durchmesser von etwa 12 m auf und besitzt eine Resthöhe von 12 m. Östlich des Turmes führte der Torweg über eine Zugbrücke an das ehemalige Tor heran. Es war in das Hauptgebäude integriert und führte durch das Erdgeschoss in den geräumigen Burghof. Mit 20 × 9,5 m war dieses als Grafenhaus bezeichnete Haus das Hauptgebäude der Burg. Im Obergeschoss, dass auch über eine Freitreppe vom Hof erreichbar war, verweisen die filigranen, reich verzierten vierteiligen Fenster auf Repräsentationsräume der Burg hin. Nördlich folgt die Ruine der einstigen Kapelle. Ausgrabungen legten auf der Westseite die hier weitgehend abgetragene Ringmauer und daran angelehnte Wirtschaftsgebäude und Wohnbauten frei. Der nördliche Teil der Burg wird durch das Bismarck-Denkmal überlagert, auch hier war Platz für Wohn- und Wirtschaftsgebäude.

## Kapelle
Kapellenruine Rothenburg (Thüringen)

## Gastwirtschaft auf der Burg
1836 erhielt Karl Friedrich Wilhelm Beyer von der schwarzburgischen Regierung die Konzession für eine Gastwirtschaft auf der Rothenburg. Am 1. August 1836 wurde diese in einer kleinen Bretterbude eröffnet. Die als originell und preiswert geltende Ausflugsgaststätte hatte bald Erfolg. Esel brachten die nötigen Sachen von Kelbra aus auf den Berg. Das Wasser wurde so von der Wasserkunst, einer kleinen Bergquelle, geholt. Beyer nutzte die Burg allerdings nur im Sommer. Transporte auf der Frankenhäuser Straße waren damals mit Wegzoll belegt, welcher im Forsthaus Rothenburg (heute Wohnhaus) erhoben wurde. Damals lag Kelbra im Königreich Preußen, die Rothenburg im Fürstentum Schwarzburg-Rudolstadt. Wenn das Bier ausging, erfolgte die neue Bestellung bei der Brauerei in Kelbra angeblich mit Hilfe eines drei Meter langen Sprachrohrs. Viele der damaligen Vereine feierten hier ihre Feste und hielten Versammlungen ab. So fand hier ein Sängerfest mit etwa 200 Teilnehmern statt.

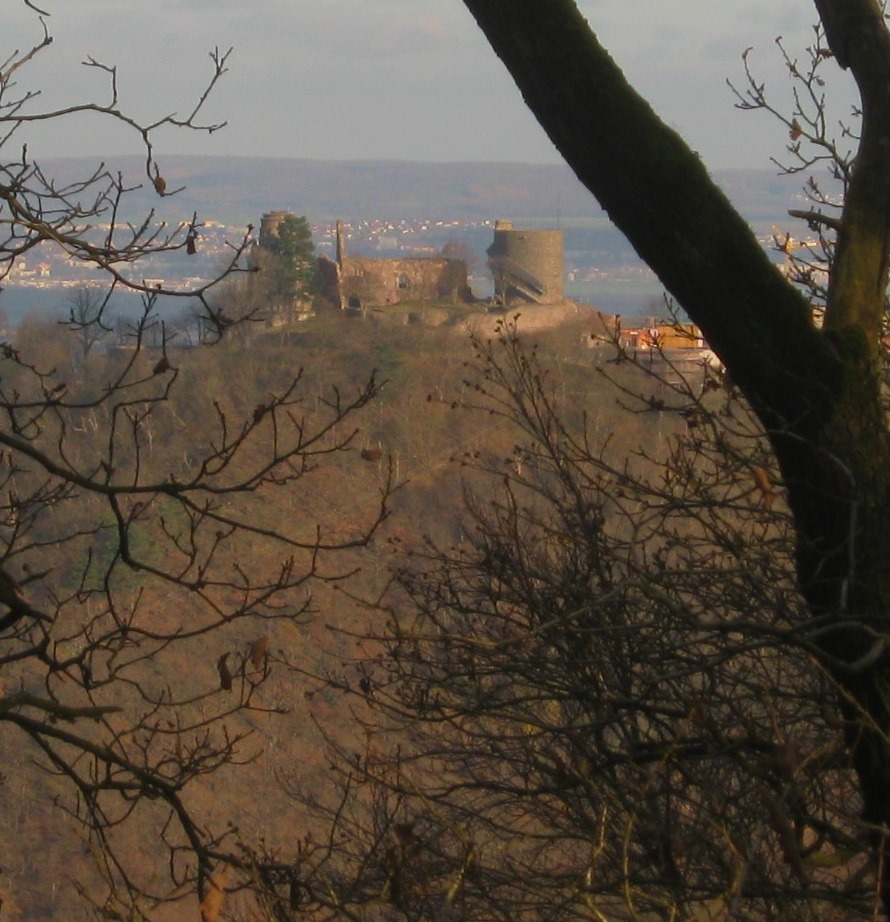
Die Rothenburg im Kyffhäusergebirge

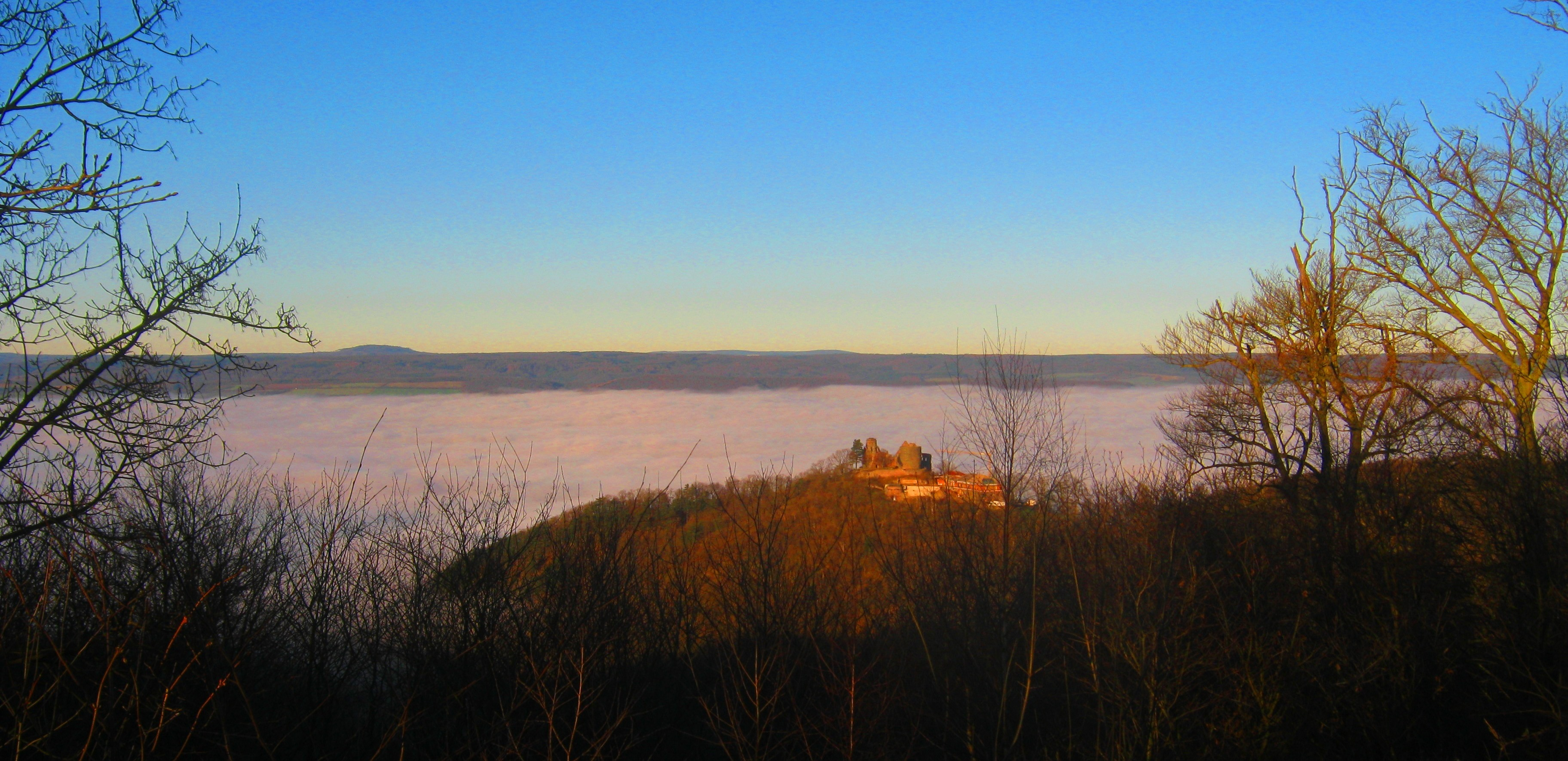
Die Rothenburg im Kyffhäuserwald bei Inversionswetterlage.

1849 trafen sich auf der Gastwirtschaft auf der Rothenburg „Umstürzler“. Im Nachhinein wurde versucht, den Wirt Friedrich Beyer als daran Beteiligten beim Fürsten anzuschwärzen. Dieser hielt aber an Beyer fest und entzog ihm nicht die begehrte Konzession. Als der Fürst aber 1867 starb, wurde die Gastwirtschaft an Hermann Prinz aus Bad Frankenhausen vergeben. Diesem gelang es jedoch nicht, die Wirtschaft erfolgreich weiterzuführen.

## Galerie

Rothenburg
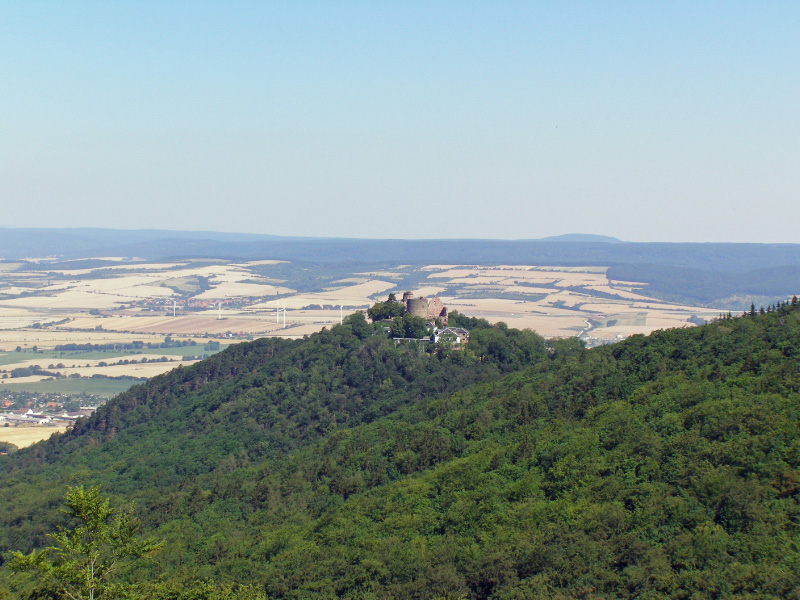
Blick vom Aussichtspunkt „Harzblick“ zur Rothenburg
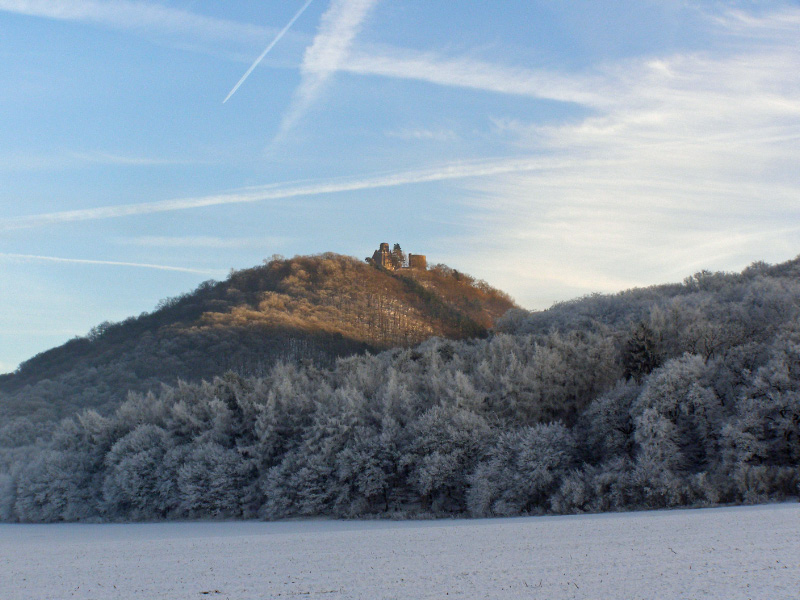
Blick aus der Goldenen Aue
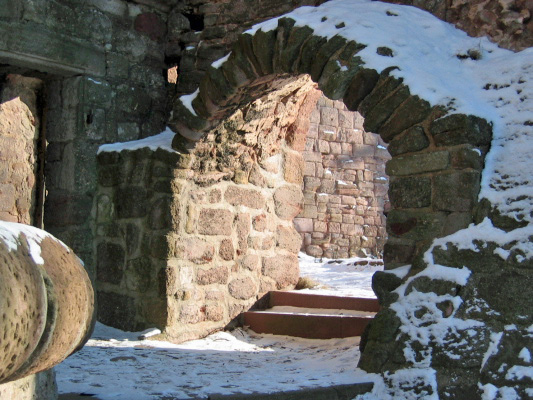
Tor auf der Nordseite
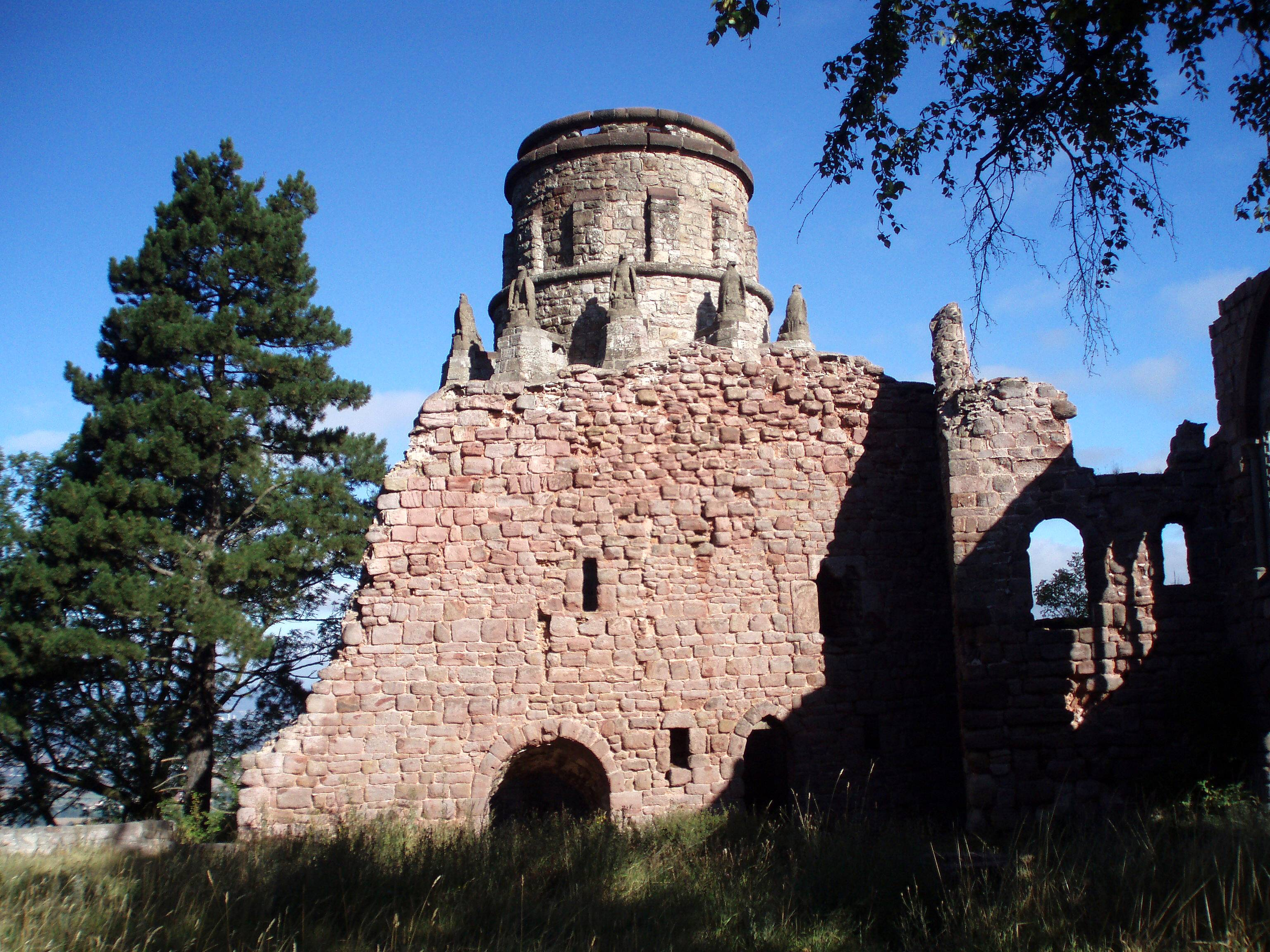
Ruine Rothenburg mit Bismarckturm